# Parroquia Valle de Guanape
Valle Guanape o Valle de Guanape oficialmente es un pueblo de Venezuela, al que se le da el nombre de valle por su situación geográfica, ya que fue desarrollado entre dos cerros (Cerro El Truco y Cerro Tucusito) y constituye la capital del Municipio Francisco del Carmen Carvajal, en el noroeste del estado Estado Anzoátegui. Está situada en la cordillera de la Costa, a 290 m s. n. m., y tiene una población de 13 868 habitantes. Su pueblo vive de la agricultura y del turismo  aunque en la actualidad ya ha tenido un avance económico sigue sustentado de la vida natural, que acude a visitar el parque Guacamayal, además está la atracción de los danzantes, e igualmente el mirador, y sus muy nombradas y altamente reconocidas fiestas y ferias agropecuarias que tienen lugar a finales del mes de febrero y comienzo de marzo.Además puedes gozar de sus infinitas leyendas e historias en la comunidad.

## Historia
Los primeros pobladores conocidos del Valle de Guanape fueron indígenas huanapúes, quienes llegaron en condición de fugitivos debido a la imposición de leyes coloniales. Durante el proceso de colonización europea, estos grupos se resistieron a la evangelización, lo que derivó en masacres y desplazamientos forzosos hacia zonas de vegetación densa, donde buscaban refugio ante la violencia ejercida por los colonizadores. 
Con el paso del tiempo, llegaron nuevos habitantes al territorio, estableciendo un caserío que inicialmente fue conocido como Cangrejal. Posteriormente, el asentamiento fue rebautizado como Guacamayal, hasta adquirir el nombre definitivo de Los Valles de Guanape.
La autonomía municipal fue concedida en la década de 1960, momento en el que la localidad adoptó oficialmente el nombre de Valle Guanape.

## Sistema hidrológico
El Embalse Guacamayal es una obra hidrológica construida en 1976, ubicada en el municipio Francisco del Carmen Carvajal, estado Anzoátegui. Esta represa constituye la principal fuente de abastecimiento de agua potable para las poblaciones de Valle Guanape, Las Chaguaramas, Las Cruces y Navarro, así como para los habitantes de Guanape, en el municipio Bruzual.
El agua del embalse es canalizada hacia la planta procesadora de agua potable, localizada en la localidad de El Placer. Esta planta es gestionada por la Cooperativa Guacamayal, en coordinación con la empresa Hidrológica del Caribe (Hidrocaribe).
A un costado de la represa, una válvula permite el flujo de agua hacia un conjunto de piscinas naturales, las cuales conforman el Parque Recreativo Guacamayal, espacio destinado al recreo y esparcimiento comunitario.

## Religión
Santa Escolástica (Patrona de Valle Guanape).
Históricamente todos los pueblos tienen un símbolo que los une, en el caso de Valle Guanape del Estado Anzoátegui, ese símbolo es su Santa Escolástica la patrona de la lluvia y la reina de los corazones de Valle Guanape, su día festivo se celebra el 10 de febrero.
La historia de Escolástica se originó en Italia donde ella nació junto a su hermano San Benito hacia el año 480 y murió en el año 547. Se sabe que ella fue una ferviente católica y gran amiga de su hermano con quien le gustaba estar, a tal punto que en una oportunidad, rezó para que se quedase más tiempo de visita en su casa lo cual originó una inesperada lluvia. Es por ello que desde entonces Escolástica es famosa entre los agricultores del mundo entero.
La devoción las y fiestas en honor a Santa Escolástica en Valle Guanape es un asunto contemporáneo y muy popular. Su imagen fue traída al pueblo desde España por Calazan López en 1904 y con el apoyo de Mejías Álvarez ella fue escogida como la patrona del Valle en donde su gente le celebra sus fiestas las cuales se caracteriza por el novenario, la procesión por los distintos sectores del pueblo y muy especialmente por las fiestas de los 10 de febrero de cada año cuando se oficia un tedeum, se efectúan sesiones solemnes, se llevan a cabo ferias agropecuarias y nunca ha de faltar los toros coleados "El Samán de Oro" y los torneos de contrapunteo que hacen de Valle Guanape un sitio inolvidable.